# جيمس موريس دانيلز
جيمس موريس دانيلز هو فيزيائي كندي، ولد في 1924.